# Accelerazione secolare della Luna
L'accelerazione secolare della luna è l'accelerazione apparente del moto longitudinale della Luna visto dalla Terra (in inglese il fenomeno è noto come Tidal acceleration).
Da un punto di vista matematico, il fenomeno è così descritto:
{\displaystyle \delta L=a+b*T+(q+s)*T^{2}+B(T)}
dove {\displaystyle T} è il tempo, {\displaystyle \delta L} è la variazione di longitudine, che è composta da un termine lineare, uno quadratico ed uno correttivo {\displaystyle B(T)} che mette in conto le fluttuazioni e le irregolarità della rotazione terrestre. Le grandezze {\displaystyle a,b} sono costanti di integrazione ricavate dall'osservazione e/o dalle Effemeridi odierne; Spencer Jones ha ricavato – nella nostra epoca – per le grandezze   {\displaystyle q},   {\displaystyle q+s}   i seguenti valori:
{\displaystyle q=-11,22''\pm 0,53''}
{\displaystyle q+s=5,22''}
La grandezza {\displaystyle q} non è un invariante su lunga scala temporale. A causa degli attriti mareali infatti, la rotazione della Terra continua a rallentare.
Il momento angolare Terra-Luna, tuttavia, si deve conservare. Il momento perso dalla Terra è acquistato dalla Luna che, quindi, si allontana (aumenta, pertanto, la sua energia potenziale e il suo momento angolare, mentre diminuisce la sua energia cinetica) e si pone su un'orbita più ampia (la sua distanza aumenta di circa 3,8 cm/anno). Una stima così precisa è permessa da misurazioni mediante laser, utilizzando il riflettori prismatici posati sulla Luna nel corso delle missioni Apollo. 
La velocità della Luna, misurata dalla Terra rotante rallentata dall'attrito mareale, appare come un'accelerazione che tende ad aumentarne la velocità (ma la velocità della Luna in un riferimento siderale – invece – diminuisce).